# Родина (кинотеатр, Воронеж)
«Ро́дина» — не действующий ныне кинотеатр в Воронеже, расположенный по адресу: Ленинградская улица, 138. Здание имеет осевой симметричный объём, который оживляет со стороны главного фасада 4-колонный портик с мощными пилонами по углам.
Был открыт 13 ноября 1940 года. Это был один из лучших кинотеатров города, оборудованный новейшей киноаппаратурой. Стоимость его строительства составила весьма крупную по тем временам сумму в 1 миллион 181 тысячу рублей. В кинотеатре имелось два зала общей вместительностью 700 мест.
Во время войны здание кинотеатра получило значительные повреждения и было восстановлено только к весне 1957 года. Впоследствии кинотеатр активно эксплуатировался по назначению — билеты на вечерние сеансы в 1970-х — 1980-х годах стоили 25—35 копеек. В 1990-е годы кинотеатр стал нерентабельным — также, как и его собратья — «Дружба», «Луч», «Заря» и был продан городскими властями частным инвесторам. Ныне это — молельный дом мормонов.